# Веду
Ве́ду (ест. Vedu küla) — село в Естонії, у волості Тарту повіту Тартумаа.

## Населення
Чисельність населення на 31 грудня 2011 року становила 276 осіб.